# Телефонски кориснички дио
Телефонски кориснички дио (енгл. Telephone User Part–TUP) пружа конвенционалне телефонске услуга широм мреже Система сигнализације броја 7. TUP је био први протокол слоја 4 дефинисан од стране тела стандардизације и као такав није намјерен за ИСДН услуге. Сада је у великој мери био замењен ISUP-ом. Међутим, може се још увек наћи у оперативну употребу у неким деловима света (нпр. Кина).
TUP је дифинисан у ITU-T Препорукама Q.721-725. Ове описују функције за међународну сигнализацију телефонске контроле говора за употребу преко .
Различите националне врсте TUP-а су настале, неке које дају разне степене поршке за ISDN. На пример Француски SSUTR2 и Кинески TUP (Спецификација GF001-9001).